# Gino Vannelli
Gino Vannelli (Montreal, Quebec, 16 de junho de 1952) é um cantor e compositor ítalo-canadense. Seus maiores sucessos são as canções "I Just Wanna Stop", "Living Inside Myself" e "Hurts To Be In Love".

## Discografia
- Crazy Life (1973)
- Powerful People (1974)
- Storm At Sunup (1975)
- The Gist of the Gemini (1976)
- A Pauper in Paradise (1977)
- Brother to Brother (1978)
- Nightwalker (1981)
- Black Cars (1985)
- Big Dreamers Never Sleep (1987)
- Inconsolable Man (1990)
- Live in Montreal (1992)
- Yonder Tree (1995)
- Slow Love (1998)
- Canto (2003)
- These Are the Days (2006)
- A Good Thing (2009)
- The Best and Beyond (2009)

## Singles
- "People Gotta Move" (1974)
- "Powerful People" (1975)
- "Love Me Now" (1975)
- "Love of My Life" (1976)
- "I Just Wanna Stop" (1978)
- "Wheels of Life" (1979)
- "The River Must Flow" (1979)
- "Living Inside Myself" (1981)
- "Nightwalker" (1981)
- "The Longer You Wait" (1982)
- "Black Cars" (1985)
- "Hurts to Be in Love" (1985)
- "Just A Motion Away" (1985)
- "Wild Horses" (1987)
- "In the Name of Money" (1987)
- "Persona Non Grata" (1987)
- "The Time of Day" (1990)
- "Sunset on L.A." (1990)
- "Cry of Love" (1991)
- "If I Should Lose This Love" (1991)
- "Wheels of Life" with Martine St. Clair" (1993)
- "I Die A Little More Each Day" (1995)
- "It's Only Love" (2006)